# Тункара, Мамаду (футболист, 2001)
Мамаду Тункара (фр. Mamadou Tounkara; род. 14 декабря 2001, Париж) — малийский футболист, защитник клуба «Шавеш». Участник Олимпийских игр 2024 в Париже.

## Клубная карьера
Тункара — воспитанник клуба «Дранси». В 2019 году он дебютировал за основной состав. В 2020 году Тункара перешёл в португальский «Витория Гимарайнш». 3 сентября 2022 года в матче против «Браги» он дебютировал в Сангриш лиге. Летом 2024 года Тункара перешёл в «Шавеш». 25 августа в матче против «Маритиму» он дебютировал Сегунда лиге. 

## Международная карьера
В 2024 году Тункара был включён в заявку олимпийской сборной Мали на участие в Олимпийских играх в Париже. На турнире он сыграл в матчах против команд Израиля, Японии и Парагвая.